# Свети Стефан (Костур)
Вижте пояснителната страница за други значения на Свети Стефан.
„Свети Стефан“ (на гръцки: Άγιος Στέφανος) е средновековна православна църква в град Костур (Кастория), Егейска Македония, Гърция. В 1924 година църквата е обявена за паметник на културата.

## Местоположение
Църквата разположена в източната част на града, в подножието на хълма Свети Атанасий, между махалите Долца и Позери.

## Датировка
Храмът датира от IX век или най-късно от 900 година и вероятно е бил манастирска църква.

## Архитектура
В архитектурно отношение е трикорабна сводеста базилика с нартекс и женска църква над него. Нартексът е единственият в Костур, в който на етаж е оформен малък параклис аскетарий „Света Анна“. Тежки колони с арки разделят вътрешността на три полуцилиндрични кораба, от които средният е много по-висок от другите. В шестостранната апсида има оформен владишки трон, свидетелство за древността на храма.
Стените са в стил клазомене с редуване на сивкави варовикови и тухлени плочи. Отвън са богато украсени с керамопластика – слънца, розети и букви Х от тухли. Над прозорците от всички страни има тухлени фризове и назъбени ленти. На източното лице на централния кораб има две слънца от керамични плочи. Прозорците са единични и техните и на арките размери и отвори са различни, без обаче да се нарушава хармонията между тях. Особеност в сравнение с другите големи паметници на града е полушестоъгълната апсида на светилището.

## Стенописи

### Първи слой от X век
Стенописите в църквата са няколко слоя. Първият е от изграждането на църквата в IX век – Χ век. Това е най-старата запазена живопис в Костур. В свода на притвора са изписани апостолите, но сцената е силно повредена и не е добра като качество на изпълнението. От периода е и сцената на Страшния съд в архаичен стил и ктиторски портрети в притвора. В женската църква, разположена на втория етаж над притвора има силно повреден образ на Богородица. От този период има запазен надпис между краката на изображението на Адам, който гласи „ΑΒΡΑΑΜ, ΑΒΡΑΑΜ, ΠΕΜΨΟΝ ΛΑΖΑΡΟΝ ΗΝΑ ΤΟ ΑΚΡΟΝ ΤΟΥ ΔΑΚΤΥΛΟΥ ΑΥΤΟΥ ΙΔΑΤΟC KAI ΚΑΤΑΨΥΞΙ ΜΟΥ ΤΗΝ ΓΛΟΤΑ“. Това е текст от Стария Завет и палеоглафските му особености го датират в X век.

### Втори слой от XII век
В края на XII – началото на XIII век църквата е обновена и е изписан наосът. Сцени от този живописен слой са разпръснати из целия храм. Забележително от иконографска гледна точка е изобразяването на трите възрасти на Христос – Емануил, Вседържител, По-стар от дните.
- Исус Христос Емануил
- Исус Христос Вседържител
- Исус Христос по-стар от дните
- Света Анна кърми Мария
- Свети Николай
- Свети Димитър

### Трети слой от XIV век
Живопис съществува и от XIV век – изображение на свещеник под стълбите, водещи към аскетария. Надписът до изображението гласи гласи: „ΕΚΟΙΜΗΘΗ Ο ΔΟΥΛΟC TOY ΘΕΟΥ ΘΕΟΔΩΡΟC O ΛΥΜΝΕΩΤΗC ΙΑΝΝΟΥΑΡΙ 1338“. Теодорос Лимниотис е изобразен, подаващ модел на църквата на Свети Стефан.